# Вилков, Валентин Николаевич
Валентин Николаевич Вилков — советский хозяйственный, государственный и политический деятель, Герой Социалистического Труда.

## Биография
Родился в 1931 году в селе Сыресево. Член КПСС.
С 1951 года — на хозяйственной, общественной и политической работе. В 1951—1986 гг. — каменщик строительно-монтажного треста № 4 «Дзержинский», бригадир каменщиков строительно-монтажного треста № 8 «Дзержинскжилстрой» треста Главволговятскстроя.
Делегат XXII съезда КПСС.
Указом Президиума Верховного Совета СССР от 11 августа 1966 года присвоено звание Героя Социалистического Труда с вручением ордена Ленина и золотой медали «Серп и Молот».
За совершенствование планирования работы бригад, внедрение блочно-комплектного метода строительства был в составе коллектива удостоен Государственной премии СССР за выдающиеся достижения в труде 1976 года.
Умер в Дзержинске в 1986 году.